# Acollesis
Acollesis là một chi bướm đêm thuộc họ Geometridae.

## Các loài
- Acollesis fraudulenta Warren, 1898
- Acollesis mimetica Prout, 1915
- Acollesis oxychora Prout, 1930
- Acollesis terminata Prout, 1912
- Acollesis umbrata Warren, 1899